# Harpiniopsis galera
Harpiniopsis galera är en kräftdjursart som beskrevs av J. L. Barnard 1960. Harpiniopsis galera ingår i släktet Harpiniopsis och familjen Phoxocephalidae. Inga underarter finns listade i Catalogue of Life.